# Diego Macedo
Diego Macedo Prado dos Santos, ou simplesmente Diego Macedo (Americana, 8 de maio de 1987) é um futebolista brasileiro que atua como lateral-direito, atualmente, Atua no Paulista de Jundiaí.

## Carreira
Diego Macedo atuou em times do Distrito Federal e do interior de São Paulo, aonde se destacou jogando pelo Bragantino, despertando o interesse de clubes como Atlético Mineiro e Cruzeiro.
No dia 14 de maio de 2010, o Atlético Mineiro anunciou oficialmente a contratação do jogador, por indicação do técnico Vanderlei Luxemburgo. No Galo, o jogador não teve muitas oportunidades e acabou não permanecendo nos planos da comissão Técnica.
No dia 25 de março de 2011, o jogador acertou com o Ceará, porém após cinco meses no clube acabou retornando ao Bragantino .
No dia 30 de novembro de 2011, foi anunciado pelo Linense, para disputar o Paulistão de 2012. Após a disputa do Paulistão acertou com o Guaratinguetá onde permaneceu até o fim de 2012, retornando ao final da temporada ao Bragantino.
Já em 24 de setembro de 2013, foi divulgado que o jogador acertara com o Corinthians. Sem espaço no time paulista, comandado pelo então e atual técnico da seleção Brasileira, Adenor Leonardo Bacchi, conhecido como Tite, o jogador acertou sua transferência para o Bahia em 19 de março de 2014. Fez sua estreia pelo tricolor apenas três dias após sua apresentação, em 25 de março, diante do rival Vitória, na vitória do seu time por 2–0..No clube Baiano fez 23 jogos na temporada e marcou um gol .
Ao final de seu contrato retornou ao Bragantino, permanecendo até o final de 2015 onde acertou sua transferência para o Futebol Japonês no clube Consadole Sapporo, onde permaneceu por duas temporadas, participou de 42 partidas, e foi um dos principais jogadores da equipe Japonesa.

## Títulos
Ceará
- Campeonato Cearense: 2011

Bahia
- Campeonato Baiano: 2014

Consadole Sapporo
- J2 League: 2016[6]

Santo André
- Campeonato Paulista - Série A2: 2019